# Angkasa Pura
Angkasa Pura est le nom de deux entreprises d'État indonésiennes sous l'égide du ministère des Transports indonésien, chargée de l'exploitation des aéroports :
- PT (Persero) Angkasa Pura I et
- PT (Persero) Angkasa Pura II.

Le nom signifie "cité du ciel", du sanskrit akash (आकाश), "ciel" et pur, "cité".

## Histoire
PT Angkasa Pura I a été créée en 1964 sous le nom de Perusahaan Negara ("entreprise d'État") Angkasa Pura Kemayoran. Kemayoran était le nom de l'aéroport de Jakarta à l'époque, aujourd'hui disparu.
PT Angkasa Pura II a été créée en 1984.

## Angkasa Pura I
L'entreprise exploite les aéroports suivants :
1. Aéroport international Ngurah Rai (Denpasar)
2. Aéroport international Juanda (Surabaya)
3. Aéroport international Sultan Hasanuddin (Makassar)
4. Aéroport international Sultan Aji Muhamad Sulaiman (Balikpapan)
5. Aéroport de Biak Frans Kaisiepo
6. Aéroport international Sam Ratulangi (Manado)
7. Aéroport Syamsudin Noor (Banjarmasin)
8. Aéroport international Achmad Yani (Semarang)
9. Aéroport international Adisutjipto (Yogyakarta)
10. Aéroport international Adisumarmo (Surakarta)
11. Aéroport international de Lombok (Mataram)
12. Aéroport d'Ambon Pattimura
13. Aéroport de Kupang El Tari

## Angkasa Pura II

Logo de PT Angkasa Pura II

L'entreprise exploite les aéroports suivants :
1. Aéroport international Soekarno-Hatta (Jakarta)
2. Aéroport Halim Perdanakusuma (Jakarta)
3. Aéroport international de Kuala Namu (Medan)
4. Aéroport international Sultan Mahmud Badaruddin II (Palembang)
5. Aéroport international Sultan Syarif Qasim II (Pekanbaru)
6. Aéroport international Minangkabau (Padang)
7. Aéroport international Husein Sastranegara (Bandung)
8. Aéroport de Pontianak Supadio
9. Aéroport de Tanjung Pinang Kijang (île de Bintan)
10. Aéroport de Banda Aceh Sultan Iskandarmuda
11. Aéroport de Jambi Sultan Thaha
12. Aéroport de Pangkal Pinang Dipati Amir (île de Bangka)